# Macaca thibetana
O macaco-tibetano (Macaca thibetana), também conhecido como macaco-de-milne-edwards, pode ser encontrado do leste do Tibete ao leste de Guangdong e ao norte até Shaanxi na China. Há relatos de sua presença também no nordeste da Índia, no entanto não há consenso acerca destes relatos. A espécie vive em áreas de floresta subtropical em altitudes de 800 a 2500 metros acima do nível do mar.

## Taxonomia
Há quatro subespécies reconhecidas:
- ''M. t. thibetana''
- ''M. t. esau''
- ''M. t. guiahouensis''
- ''M. t. huangshanensis''

## Comportamento

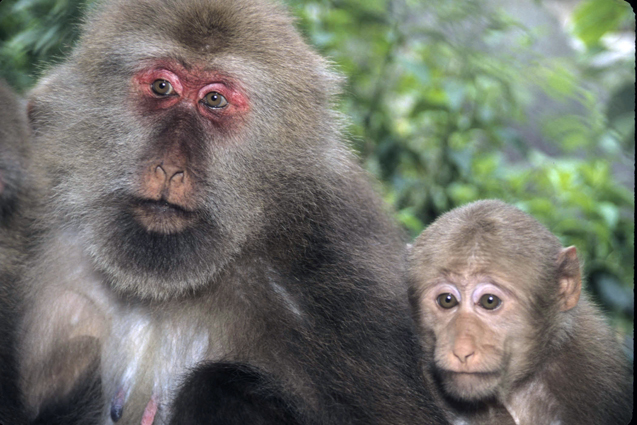
Mãe e filhote

O Macaco Tibetano vive em grupos mistos e com um sistema social complexo. Fêmeas vivem sua vida toda em seu grupo original, porém machos se dispersam logo após atingirem a adolescência (cerca de 8  anos de idade). A sociedade é hierárquica, tal qual em outras espécies de Macaca, com machos que figuram nos altos patamares tendo melhor acesso a recursos, nomeadamente comida e fêmeas. Machos alfa dominam o grupo, uma vez que são tipicamente maiores, mais fortes e mais jovens. Ao envelhecer, machos tendem a perder sua influência social gradualmente e são frequentemente desafiados por outros machos. Tais conflitos acarretam muita violência e não raramente resultam na morte de um dos conflitantes. Estudos no Monte Emei e nas Montanhas Huangshan, na China, apontam que em média um macho alfa mantém sua dominação por um ano. Quando um bando cresce muito em tamanho (perto de 40 ou 50 indivíduos), a competição por recursos se torna mais presente e leva a uma divisão do bando, com alguns indíviduos (machos, fêmeas e jovens) formando um grupo menor. Normalmente são os indivíduos com menor influência no bando que formam estes novos grupos.
Fêmeas ficam aptas a procriar a partir de seus cinco anos de idade. A gestação dura um período de seis meses e resultam num único filhote por gestação. A maioria dos filhotes nasce em janeiro e fevereiro e são cuidados pela mãe por aproximadamente um ano. Caso a fêmea não engravide novamente neste período, o filhote pode continuar a receber estes cuidados por um período maior. Os machos do grupo também podem participar dos cuidados da cria.
Essa espécie é diurna e passa a maior parte do tempo no solo, onde buscam alimentos como folhas, frutas, grama e (em menor escala) flores, sementes, raízes e insetos.

## Medidas

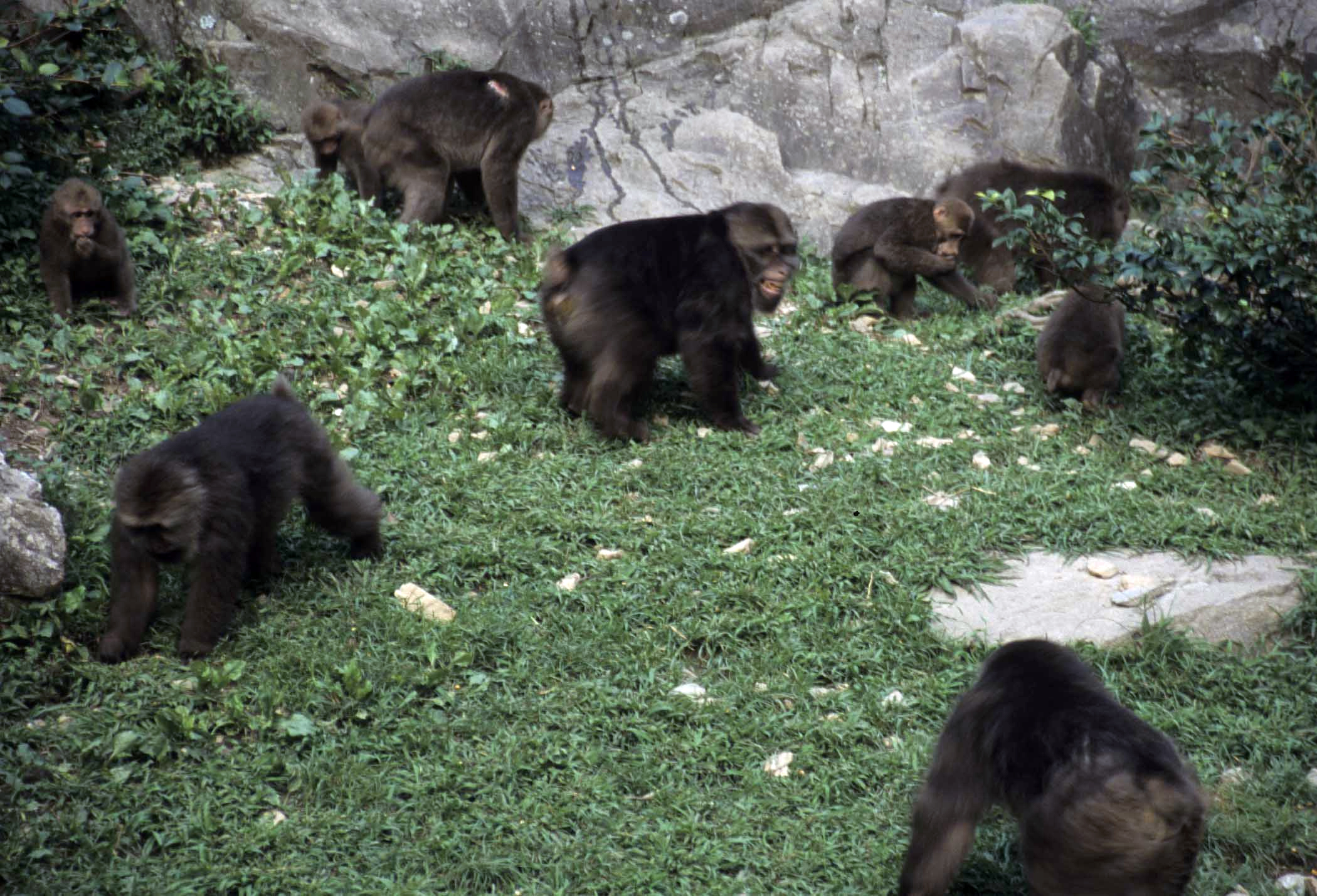
Grupo de macacos tibetanos. Foto Noel Rowe.

- Macho - comprimento corpóreo: 61 - 71 cm
- Fêmea - comprimento corpóreo: 51 - 63 cm
- Macho - comprimento da cauda: 8 - 14 cm
- Fêmea - comprimento da cauda: 4 - 8 cm
- Macho - peso: 14 - 17.5 kg
- Fêmea - peso: 9 - 13 kg

## Ameaças e Preservação
Classificada como "quase ameaçada" pelo IUCN e listado no Appendix II do CITES, as maiores ameaças a esta espécie estão relacionadas a atividades humanas. Entre as principias causas estão a destruição de seu habitat, envenenamento por herbicidas e pesticidas e vulnerabilidade a doenças transmitidas por humanos. Caça ilegal também configura uma ameaça existente, uma vez que sua carne e sua pele podem ser usadas e vendidas.